# На Західному фронті без змін (фільм, 1979)
«На Західному фронті без змін» (англ. All Quiet on the Western Front) — військова телевізійна драма 1979 року. Екранізація роману Еріха Ремарка «На Західному фронті без змін».

## Сюжет
Перша світова війна. Пауль, мрійливий юнак, поет та художник, закінчивши школу, під натиском мілітаристської пропаганди разом з однокласниками йде добровольцем на фронт. Спочатку, війна здавалася їм великою романтичною пригодою, але незабаром ілюзії розсіюються після того, як друзі один за одним опиняються убитими.

## У ролях
| Актор            | Роль                 |
| ---------------- | -------------------- |
| Річард Томас     | Пауль Боймер         |
| Ернест Боргнайн  | Станіслав Качинський |
| Дональд Плісенс  | Канторек             |
| Ієн Голм         | Гіммельштосс         |
| Патріція Ніл     | мати Пауля           |
| Пол Марк Елліотт | Йозеф Бем            |
| Девід Бредлі     | Альберт Кроп         |
| Метью Еванс      | Фрідріх Мюллер       |
| Джордж Вінтер    | Франц Кеммеріх       |
| Домінік Джефкотт | Петер Лер            |
| Марк Дрюрі       | Тьяден               |
| Колін Майєс      | Вестгуз              |
| Івен Стюарт      | Детерінг             |
| Майкл Ширді      | батько Пауля         |
| Катерина Лірова  | сестра Пауля         |
| Мері Міллер      | місіс Кеммеріх       |

## Цікаві факти
Аудіоуривок з цього фільму був використаний у пісні «Stoßtrupp» (укр. Ударний загін) українського блек-дез-метал гурту «1914». Композиція увійшла до їхнього другого альбому «The Blind Leading the Blind».